# Division (militaire)
Pour les articles homonymes, voir Division (homonymie).

Symbole standard APP-6A de l'OTAN pour une division d'infanterie alliée.

D'une manière générale, sur le plan international, on nomme division une unité militaire interarmes importante, composée d'un nombre de soldats généralement compris entre 10 000 et 30 000.
Dans la plupart des armées, un corps d'armée est composé de plusieurs divisions et chaque division est composée de plusieurs régiments ou brigades.
Toutefois, selon les pays, les armes et les époques, le mot « division » est parfois utilisé dans un sens différent, comme, en France, les « divisions militaires territoriales », subdivisions des régions militaires.

## Histoire
Dans le monde occidental, il semble que ce soit le maréchal français Maurice de Saxe (1696-1750) qui envisagea le premier, dans son livre Mes Rêveries, d'organiser une armée en unités interarmes plus petites. Il décéda à l'âge de 54 ans sans avoir pu la réaliser.

## France

### Armée
Le système divisionnaire trouve son origine dans la réforme des armes engagée en France à la fin de l'Ancien Régime. Son principe est de lier dans un même ensemble une part d'infanterie, une autre de cavalerie et une dernière d'artillerie et ce afin d'autoriser la combinaison de ces forces sous la forme d'une petite armée indépendante.
Exploitée pendant les guerres révolutionnaires, cette organisation des armées sera habilement utilisée par Napoléon Bonaparte dès la première campagne d'Italie (1796-1797). Il usera alors du système divisionnaire pour disperser son armée dans la plaine du Pô, pour y réduire ses temps de déplacement et alléger les problèmes logistiques, tout en gardant la faculté de la regrouper à l'occasion des batailles.
Par la suite, des divisions sont devenues spécifiques en fonction des régiments qui les composent.
Aussi, par exemple, de simples divisions d'infanterie sont devenues :
- « blindées » en ajoutant des régiments de chars ;
- « motorisées » en embarquant l'infanterie dans des camions de transport ;
- « mécanisées » en l'embarquant dans des véhicules de type VAB ;
- ou « parachutistes » en larguant les hommes en parachute.

En dehors de cet « aspect combattant », une division militaire territoriale (DMT) fut, à partir des années 1960, l'une des subdivisions administratives de régions militaires en un certain nombre (variable) desquelles était « découpé » le territoire national.
Le 1er juillet 1999, l'Armée de terre française se réorganise, dans le cadre de la professionnalisation des armées. En raison de la réduction des effectifs, les divisions sont redimensionnées et deviennent des brigades. 
En cas de besoin, quatre « états-majors de force opérationnelle » (EMF) permettent de constituer des divisions pour des interventions militaires lourdes.
Le 1er juillet 2016, le plan de réorganisation de l'Armée de terre, nommé Au contact, marque le retour du niveau divisionnaire. Les 1re et 3e divisions sont recréées, elles encadrent chacune trois brigades (deux brigades lourdes, deux brigades médianes et deux brigades légères) ainsi que les unités françaises de la brigade franco-allemande. Ces deux grandes divisions interarmes sont intégrées au programme de modernisation Scorpion. Chaque division compte environ 25 000 hommes.
Onze commandements spécialisés, de niveau divisionnaire, sont également créés.
Dans l'Armée de terre, l'expression division militaire peut donc désigner :
- soit une unité militaire, qui est depuis le milieu du XIXe siècle une unité interarmes, c'est-à-dire composée d'éléments appartenant à plusieurs armes (infanterie et artillerie en général ou cavalerie et artillerie) ;
- soit une unité territoriale, autrement dénommée « région militaire » correspondant à une organisation militaire du pays, indépendamment des forces qui y sont stationnées.

Il est donc indispensable d'indiquer à quelle période l'on se réfère et s'il s'agit d'une division des forces ou d'une division territoriale.

#### Division d'infanterie
Durant la seconde guerre mondiale, une DI se composait organiquement de :
- 3 régiments d'infanterie (RI) ;
- 1 régiment de reconnaissance blindé ;
- une artillerie divisionnaire à 3 groupes de 105 et un groupe de 155 ;
- 1 bataillon du génie ;
- 1 groupe d'artillerie antiaérienne et de services.

#### DivisionScorpion 2027
En octobre 2023, dans le cadre d'une transformation de l’Armée de terre pour améliorer sa réactivité, on prévoit pour 2027 la composition suivante, pour une division de 27 000 militaires et 7 000 véhicules projetables en 30 jours, dont une brigade en 10 jours :
- éléments divisionnaires : 7 000 hommes, dont :
  - commandement et intégration ;
  - renseignements (drones de reconnaissance…) ;
  - frappe dans la profondeur : 9 lance-roquettes multiple ;
  - 16 hélicoptères de manœuvres et 16 de reconnaissance et d'attaque ;
  - défense antiaérienne ;
  - génie, sapeur et moyens de franchissements ;
  - cyberdéfense ;
  - défense NRBC ;
  - logistique, santé ;
- brigade de décision : 6 000 hommes pour combattre, prendre l'ascendant, conquérir, dont :
  - jusqu’à 5 groupements tactiques interarmes ;
  - un bataillon du génie militaire ;
  - un bataillon d'artillerie, dont :
    - 6 escadrons de chars, 3 escadrons de reconnaissance (102 chars Leclerc, 218 véhicules blindés légers) ;
    - 12 compagnies d'infanterie (200 VBCI) ;
    - 4 compagnies de génie ;
    - 9 sections d'artillerie (36 pièces de 155 mm et de mortiers de 120 mm) ;
    - 2 unités de commandement, de soutien et de transmissions ;
- brigade médiane :  6 000 hommes pour combattre, appuyer, contrôler le terrain :
  - jusqu’à 5 groupements tactiques interarmes ;
  - un bataillon du génie ;
  - un bataillon d'artillerie, dont :
    - 6 escadrons de chars, 3 escadrons de reconnaissance (96 chars Leclerc, 218 véhicules blindés légers) ;
    - 12 compagnies d'infanterie (200 VBMR Griffon et VBMR-L Serval ;
    - 4 compagnies de génie ;
    - 9 sections d'artillerie (36 pièces de 155 mm et de mortiers de 120 mm) ;
    - 2 unités de commandement, de soutien et de transmissions.

### Marine
Dans un contexte naval, une division est une subdivision de l'escadre. Elle se compose généralement de quatre à six grands navires de guerre. L'unité est généralement commandée par le contre-amiral ou le vice-amiral.

### Unités interarmes
- Groupe d'armées.
- Armée.
- Corps d'armée.
- Division (depuis 1914).
- Brigade (depuis 1945).

Chaque grande unité interarmée est commandée par un officier général qui dispose d'un état-major, d'éléments organiques (de division, de corps d'armée, d'armée) et d'un nombre variable de grandes unités qui lui sont subordonnées.
C'est seulement entre 1864 et 1940 que les grandes unités françaises et allemandes ont eu une organisation fixe jusqu'au niveau corps d'armée. Depuis 1955, la grande unité qu'est la division est modulable selon son type (division d'infanterie ou blindée), l'état-major pouvant être amené à « casser » les unités pour les réorganiser en groupements temporaires (voir l'histoire de la 2e Division Blindée ou de la 9e Division d'infanterie coloniale en 1944-1945).

### Unités propres à chaque arme
- Corps de troupe (régiment, bataillon, groupe).
- Unité élémentaire (compagnie, escadron, batterie).
- Section ou peloton.
- Groupe.
- Équipe, escouade ou pièce.

Le corps de troupe est placé sous le commandement d'un officier supérieur qui est responsable de l'administration, de l'instruction et de la conduite opérationnelle de son unité. Pour cela il dispose de ses commandants d'unités et d'un état-major regroupant les différents services dont le corps a besoin pour fonctionner (services administratifs, services techniques, service médical, base arrière, bureau opération-instruction).
La compagnie est la plus petite unité administrative ; elle est placée sous les ordres d'un capitaine qui est responsable de l'administration, de l'instruction et de la capacité opérationnelle de son unité. Il dispose de trois à quatre sections de combat (infanterie, génie) ou pelotons de chars (cavalerie), de ses pièces, d'un lieutenant de tir et d'officiers d'observation (artillerie), de sections de combats ou spécialisées dans le franchissement ou les travaux (génie), de liaison filaire, hertziennes, et autres (transmissions), etc. Selon son type et son arme d'appartenance, l'effectif de chaque compagnie comprend entre 150 et 200 hommes.
En 2005, l'Armée de terre possède cinq grandes zones de défense :
- Île-de-France ;
- Nord-est ;
- Nord-ouest ;
- Sud-ouest ;
- Sud-est.

## Union soviétique
Si toute action offensive implique de fortes concentrations de troupes, la menace des armes de destruction massives durant la guerre froide exige en contrepartie la plus large dispersion des hommes après l’occupation du terrain. C’est la raison essentielle pour laquelle, d’une part, la taille de la division a grossi (15 000 hommes au lieu de 5 000 hommes), alors que la densité d’occupation est passée de 500 à 8 hommes seulement au kilomètre carré.
| Année                  | 1945      | 1965       | 1975       | 1985       |
| ---------------------- | --------- | ---------- | ---------- | ---------- |
| Surface occupée        | 3 × 3 km  | 35 × 25 km | 30 × 20 km | 60 × 30 km |
| Densité au km²         | 500 h/km² | 10 h/km²   | 20 h/km²   | 8 h/km²    |
| Taille de la division  | 5 000 h   | 8 500 h    | 12 500 h   | 15 000 h   |
| Objectif de la journée | 20 km     | 35-40      | 35-40      | 60-70      |

## Allemagne durant la Seconde Guerre mondiale
Les divisions d'infanterie de la Heer (armée de terre) durant la Seconde Guerre mondiale sont en général du type triangulaire avec 15 000 hommes répartis en 3 régiments de 3 bataillons.

## Japon durant la Seconde Guerre mondiale
Les divisions d'infanterie de l'armée impériale japonaise durant la Seconde Guerre mondiale sont en général du type triangulaire, avec 12 000 hommes en trois régiments de trois bataillons. Le commandant de division est nommé lieutenant-général.
Chaque régiment a une batterie de quatre canons antichar 37 mm et une de quatre canons de montagne de 75 mm. Chaque bataillon a 2 obusiers légers de 70 mm. Le régiment d’artillerie possède cinq canons antichar de 37 mm, 24 canons de 75 mm et 12 canons de 100 mm.
Le soutien d’artillerie est en général assuré par les brigades d’artillerie lourde de campagne comprenant deux régiments, l’un avec 16 obusiers de 150 mm (2 bataillons, chacun avec deux batteries de quatre obusiers) et l’autre avec 16 canons de 100 mm.